# Cerro de Trillo
El cerro de Trillo es un cerro al sur de La Fueva, en el Sobrarbe, provincia de Huesca, Aragón, España. Se sitúa aproximadamente a 9 kilómetros al sur de la capital de la sucomarca (Tierrantona). Divide a esta del Sobrarbe y las cuencas de los barrancos del Salinar y de Clamosa. Forma un serrado menor junto con el cerro de Santa Brígida, de menor altitud, que se sitúa al oeste del de Trillo, liberando un collado a cada lado. Esta disposición del cerro de Trillo con su cerro hermano (de Santa Brígida) hace que a veces se oiga decir al conjunto como sierra de Trillo o serrado de Trillo.
Por el lado oriental forma un collado relativamente amplio, hasta juntarse como un cerro en la sierra del Turón. Por la parte occidental, otro collado de menor altitud pero más estrecho lo comunica con la sierra del Entremont mediante el cerro de Samper (que debe su nombre a Samper de Trillo). Por esto y porque el eje principal de la formación es prácticamente de este a oeste, el serrado de Trillo sirve de división entre la hondonada natural de La Fueva, subcomarca del Sobrarbe que se sitúa al norte, y la cuenca del barranco del Salinar que se sitúa al sur.
En las faldas del sudeste se halla la población de Salinas de Trillo, bien comunicada con una pista asfaltada con las localidades de La Fueva geográfica. Al sur del cerro, la localidad casi despoblada de Trillo señorea desde un cerro pequeño sobre el barranco del Salinar y le da nombre al cerro. En la bajante oeste, en las faldas del cerro hermano, se puede encontrar la ermita de Santa Brígida que le da nombre a dicho cerro y a un barranco afluente del Salinar que nace cerca de ella. A la izquierda del collado de este lado, el despoblado de Samper le da nombre al primer cerro de la sierra del Entremont.
En lo alto del cerro hay una ermita, consagrada a la advocación de San Marcos y que recibía romerías anuales desde las localidades de los alrededores, lo que hace que también se pueda oír el nombre de cerro de San Marcos.